# 크리스타 시그프리즈
크리스타 시그프리즈(Krista Siegfrids, 1985년 12월 4일 ~ )는 핀란드의 가수이다. 그녀는 "Marry Me"라는 곡으로 유로비전 송 콘테스트 2013에서 핀란드를 대표했다. 그리고 이 싱글이 수록된 앨범 "Ding Dong!"이 2013년 5월에 발매되었다.

## 어린 시절
그녀는 스웨덴계 핀란드인의 거주지인 핀란드 서부의 카스키넨에서 태어났다. 그녀의 모국어는 스웨덴어이다, 하지만 그녀는 핀란드어, 영어 모두 능통하다. 그녀는 바사에서 교사가 되기 위해 공부하는 중이다. 그녀는 3명의 형제자매가 있다. 그녀는 남자친구와 곧 결혼할 예정이라고 한다.

## 경력

### 2009–2012: 밴드데이지 잭과더 보이스
2009년, 그녀는 밴드 데이지 잭으로 경력을 쌓기 시작했다. 밴드의 첫 싱글은 "Perfect Crime"으로 2011년 10월에 발매되었다. 또한 그녀는 2009년에서 10년 사이 헬싱키의 스웨덴 극장에서 뮤지컬을 하기도 했다. 그녀는 록 뮤지컬에 참여하는 것을 원하기도 했다. 시그프리즈는 2011년에 열린 핀란드 버전 더 보이스에 참가하였지만, 준 결승에서 떨어지게 된다.

### 2013–현재:유로비전 송 콘테스트 2013과 앨범"Ding Dong!"
그녀는 유로비전 송 콘테스트의 핀란드 대표 선출 프로그램인 Uuden Musiikin Kilpailu 2013에 참가하여 여러 참가자를 제치고 우승하며 핀란드 대표 자격을 얻게된다. 스웨덴, 말뫼에서 열린 유로비전 송 콘테스트 2013에서 그녀는 결승에서 13점 받고 26개국 중 24위를 차지하며 대회를 마쳤다. 대회 퍼포먼스 중 그녀는 여성 댄서와 키스를 하는데, 그녀의 인터뷰에 따르면, 핀란드가 동성결혼을 하는 것을 합법화하기 위해 퍼포먼스를 벌였다고 한다.
그녀의 데뷔 앨범인 "Ding Dong!"는 2013년 5월 10일 발매되었다.[3]
2013년, 그녀는 영국의 쇼인 Big Brother 시즌 14의 스핀오프 쇼에 게스트로 출연할 것이라고 발표하였다. 그녀는 2013년 8월 23일 열린 소포트 페스티벌에서 "Top of the Top"과 "Marry Me"라는 곡으로 핀란드를 대표했다.

## 음반 목록

### 앨범
| 제목       | 세부 사항                                                                              | 최고 순위 |
| 제목       | 세부 사항                                                                              | 핀란드    |
| ---------- | -------------------------------------------------------------------------------------- | --------- |
| Ding Dong! | - Released: May 10, 2013 - Labels: 유니버셜 뮤직 핀란드 - Formats: CD, 디지털 다운로드 | 19        |

### 싱글
| 2013                                                 | "Marry Me"        | 6 | 99 | 50 | 102 | Ding Dong! |
| 2013                                                 | "Amen!"           | — | —  | —  | —   | Ding Dong! |
| 2013                                                 | "Can You See Me?" | — | —  | —  | —   | Ding Dong! |
| "—"은 차트에 오르지 않았거나 미출시된 싱글을 가리킴. |                   |   |    |    |     |            |